# Condado de Hawkins
El condado de Hawkins (en inglés: Hawkins County, Tennessee), fundado en 1784, es uno de los 95 condados  del estado estadounidense de Tennessee. En el año 2000 tenía una población de 53.563 habitantes con una densidad poblacional de 42 personas por km². La sede del condado es Rogersville.

## Geografía
Según la Oficina del Censo, el condado tiene un área total de 1294 km² (499,6 mi²), de la cual 1260 km² (486,5 mi²) es tierra y 34 km² (13,1 mi²) es agua.

### Condados adyacentes
- Condado de Lee norte
- Condado de Sullivan este
- Condado de Greene sur
- Condado de Hamblen y Condado de Grainger suroeste
- Condado de Hancock oeste
- Condado de Scott noreste
- Condado de Washington sureste

## Demografía
En el 2000 la renta per cápita promedia del condado era de $31,300, y el ingreso promedio para una familia era de $37,557. El ingreso per cápita para el condado era de $16,073. En 2000 los hombres tenían un ingreso per cápita de $30,959 contra $22,082 para las mujeres. Alrededor del 15.80% de la población estaba bajo el umbral de pobreza nacional.

## Lugares

### Ciudades y pueblos
- Bulls Gap
- Church Hill
- Kingsport
- Mount Carmel
- Rogersville
- Surgoinsville

### Comunidades no incorporadas
- Eidson
- Mooresburg
- St. Clair